# Lada Granta
El Lada Granta (Ла́да Гра́нта, Làda Grànta) és un model d'automòbil utilitari produït pel fabricant d'automòbils rus AvtoVAZ i comercialitzat per la marca Lada des de l'any 2011. Desenvolupat en col·laboració amb Renault i sobre la plataforma del Lada Kalina, el Granta començà a comercialitzar-se a Rússia l'1 de desembre de 2011. El Lada Granta ha estat el cotxe més venut de Rússia des de 2013 fins a l'actualitat.
A més de a la factoria principal de Togliatti, a partir del setembre de 2012 el model començà a produir-se a la planta d'IjAvto (actual Lada Ijevsk), a Ijevsk, Udmúrtia, després que finalitzara la producció del VAZ-2107. Una versió hatchback de cinc portes, destinada a reemplaçar el Lada Samara II, isqué al mercat l'any 2014.

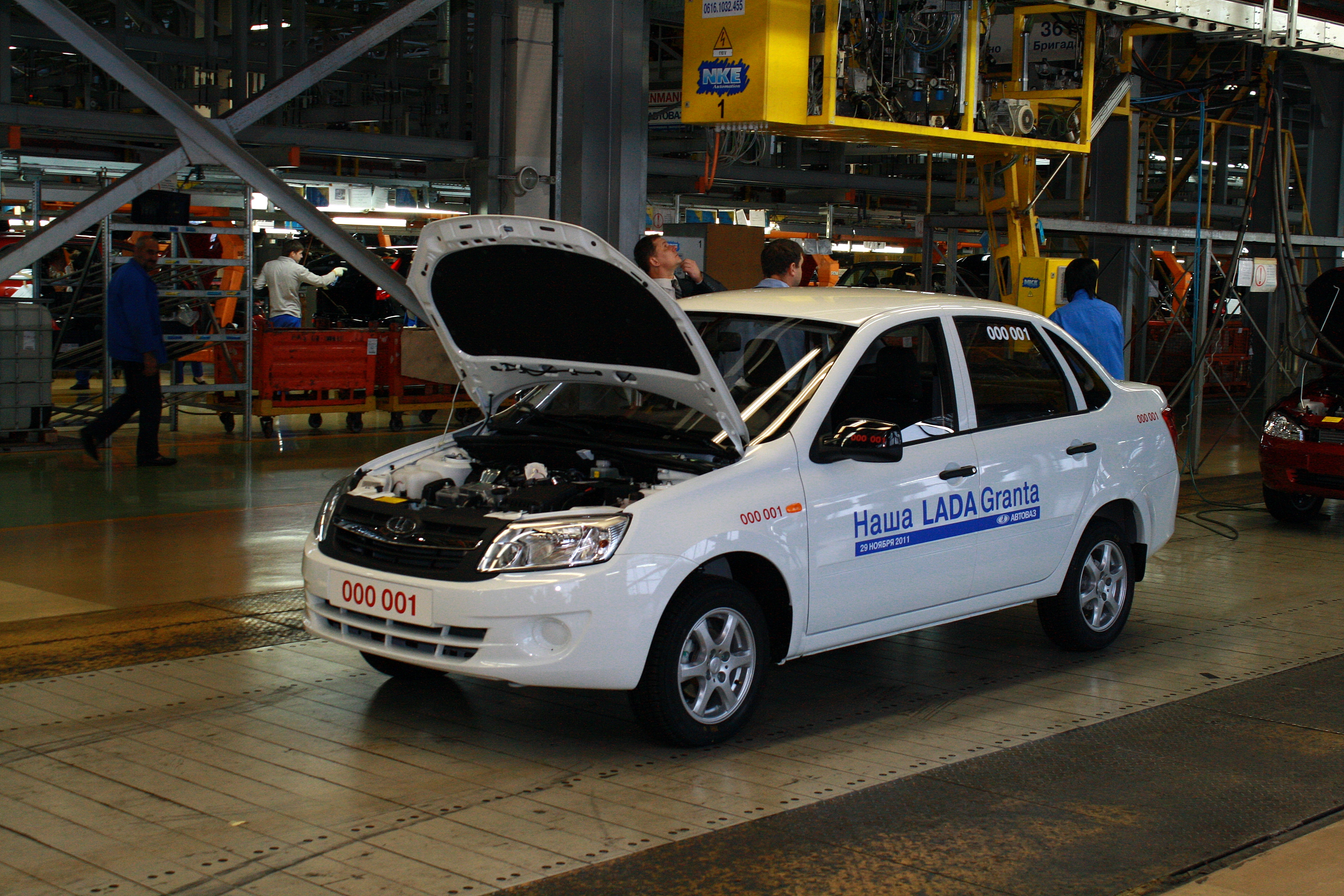
1r Granta a la línia de producció

El Lada Granta és considerat quelcom més que les tradicionals definicions dels models del segment A, B o C, estant enfocat als jóvens i xicotetes famílies russes que busquen un automòbil utilitari berlina de quatre portes. És un producte enfocat exclusivament en Rússia i la seua àrea d'influència, ja que els automòbils de classe B a la resta d'Europa solen ser només en carrosseria hatchback de cinc portes.

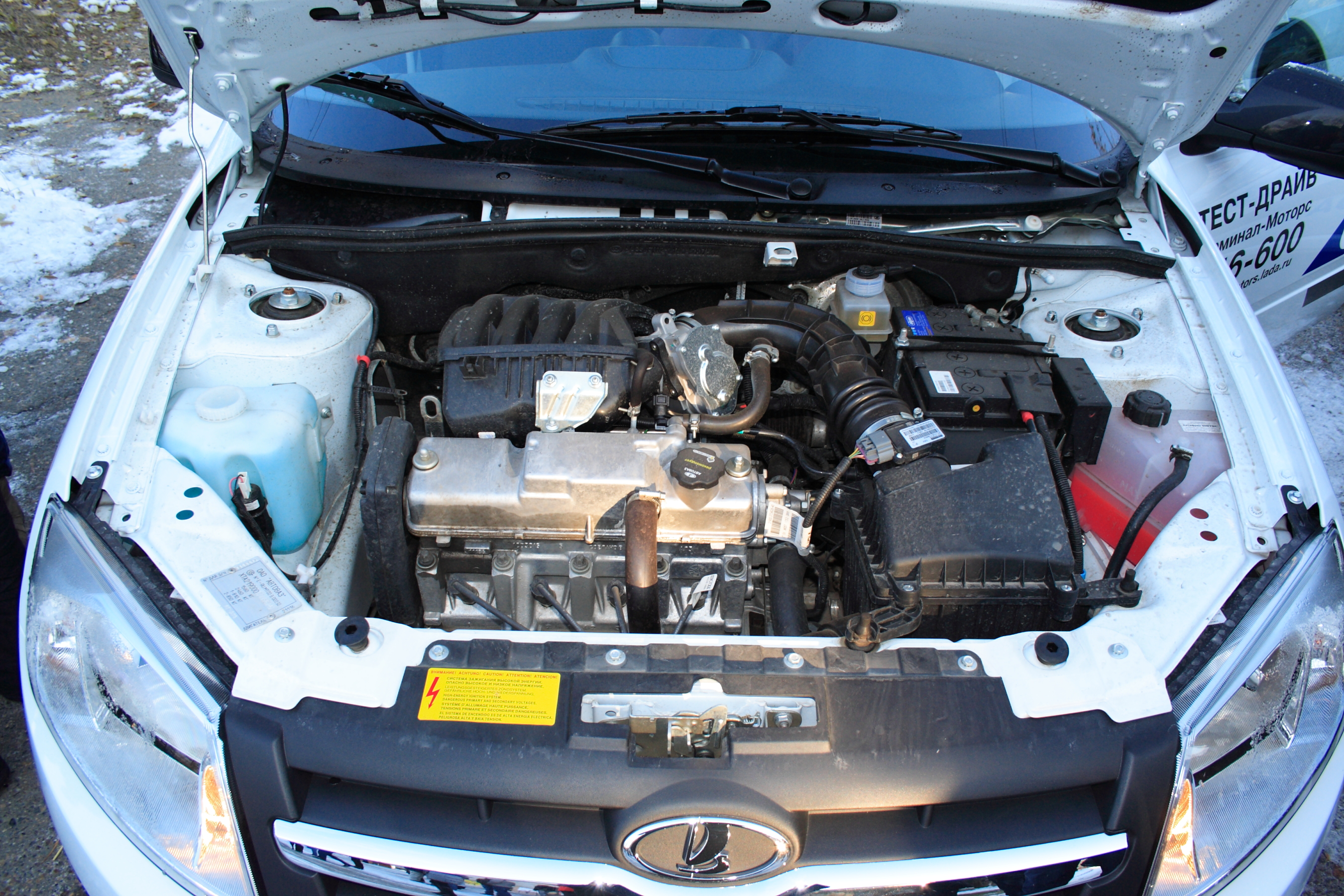
Motor del Granta (pre-redisseny)

Mecànicament, el Lada Granta incorpora dos motors de quatre cilindres en línia i 1.600 centímetres cúbics (cc), l'un SOHC de vuit vàlvules i l'altre un DOHC de setze vàlvules. El primer motor produeix 80 o 87 cavalls de potència (cv) segons versió; mentre que el segon, més potent, pot arribar des dels 90 als 106 cv. També segons versió, el model pot equipar una transmissió manual de cinc velocitats o una automàtica de 4 marxes. La velocitat màxima declarada va des dels 178 quilòmetres per hora (km/h) de la versió bàsica fins als 192 km/h de la versió Luxe amb caixa manual. L'any 2013 fins a 30.000 unitats del Granta i el Kalina comercialitzades foren cridades a revisió degut a problemes detectats al sistema de frenada.

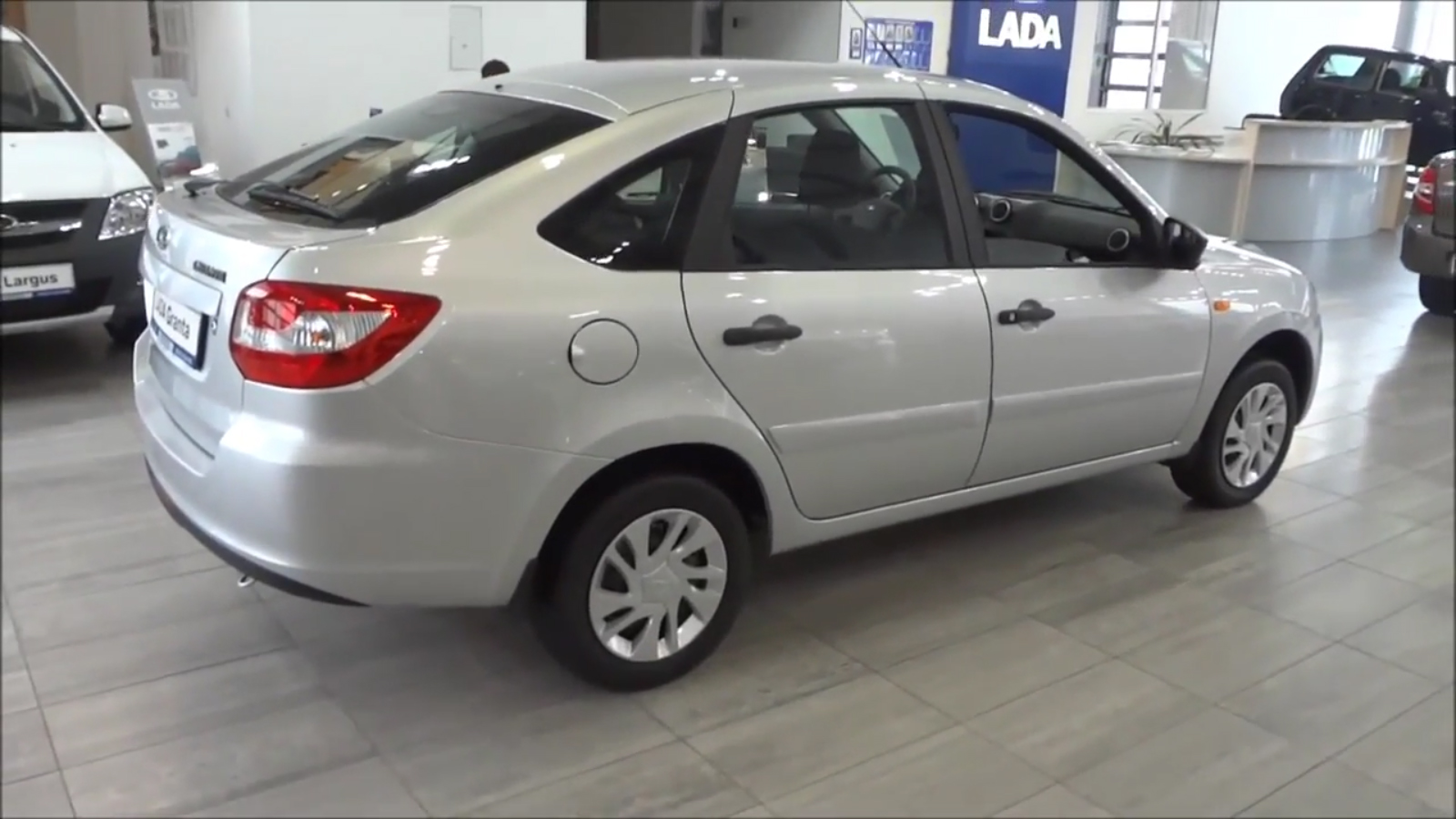
Granta Liftback (pre-redisseny)

Al moment del llançament, el model comptava amb tres nivells d'equipament: Standard, Normal i Luxe. El nivell Normal equipa direcció assistida, vidres elèctrics davanters, tancament automàtic centralitzat i ordinador de bord; mentre que la versió Luxe inclou airbag de copilot i de cortina, ABS, control electrònic d'estabilitat, vidres elèctrics darrers, aire condicionat, espills i seients davanters calefactats, i un sistema multimèdia amb pantalla tàctil. El Lada Granta ha estat comercialitzat a Rússia, Bielorússia, Ucraïna, Armènia, Azerbaidjan i Egipte. Pel que fa a la Unió Europea (UE), ha estat dispobible a Txèquia, Eslovàquia, Àustria, Hongria, França i Alemanya. Les exportacions a la UE s'aturaren a principis del 2022 degut a les sancions aplicades a Rússia pel conflicte ucrainés. El model va rebre un redisseny el 2018 amb uns nous fars davanters, graella i tapadora del portaequipatges, compartint el disseny amb el Lada Vesta i el Lada XRAY.

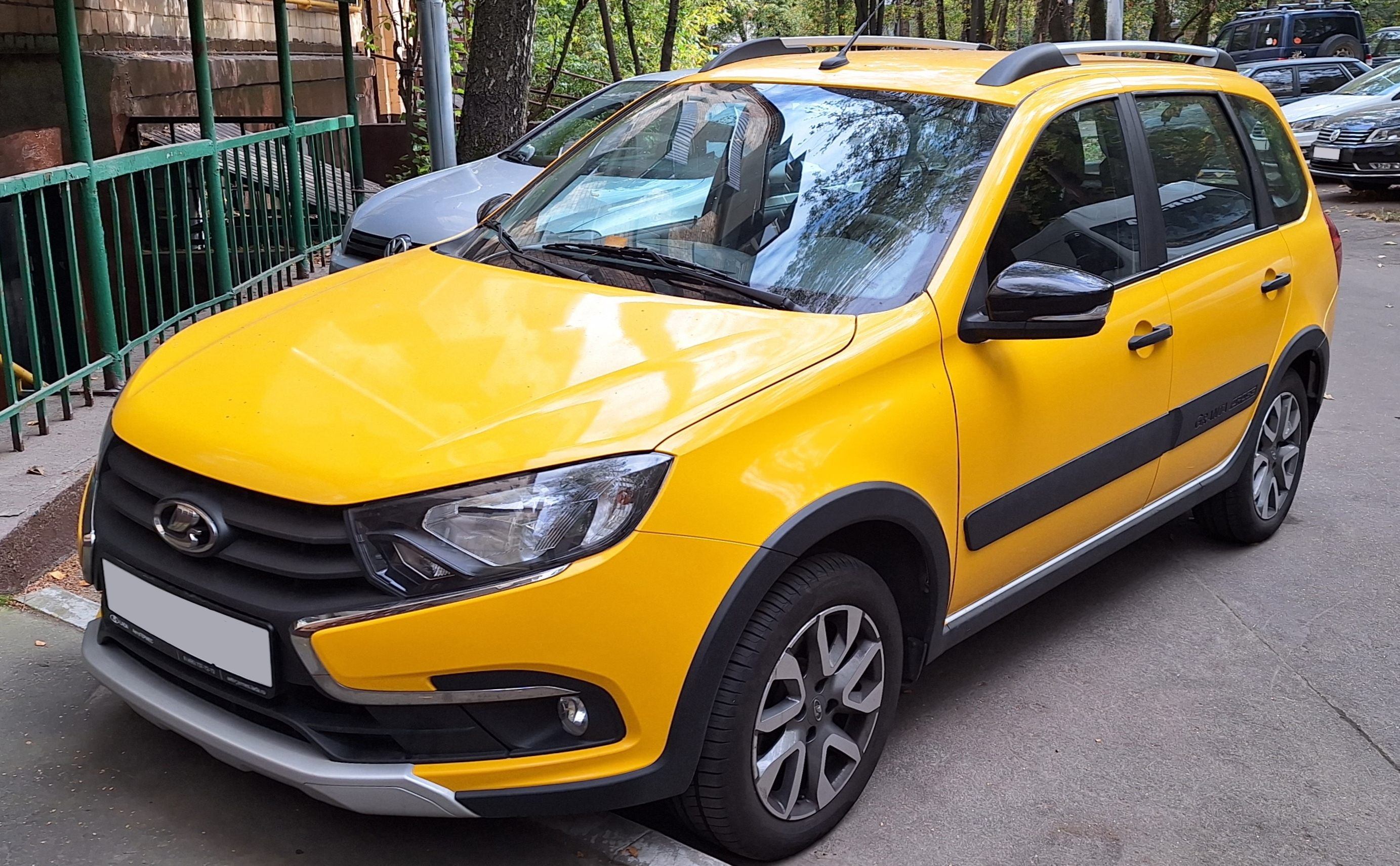
Granta Cross

A data de gener de 2024, Lada oferia 5 versions del Granta: sedan, liftback, hatchback, universal i cross. Les versions hatchback i universal deriven directament del Lada Kalina; mentre que la Cross és una modificació del Granta Universal. A més, existeixen dues versions esportives: el Drive Active i l'Sport, ambdues disponibles en carrosseria sedan i liftback. La filial d'AvtoVAZ, VIS-AVTO, destinada a produir versions comercials dels models Lada també produeix el VIS-2349, una versió camioneta derivada del Granta comercialitzada amb el nom de Lada Granta Bortovaia (pick-up) i Lada Granta Furgon (furgó).

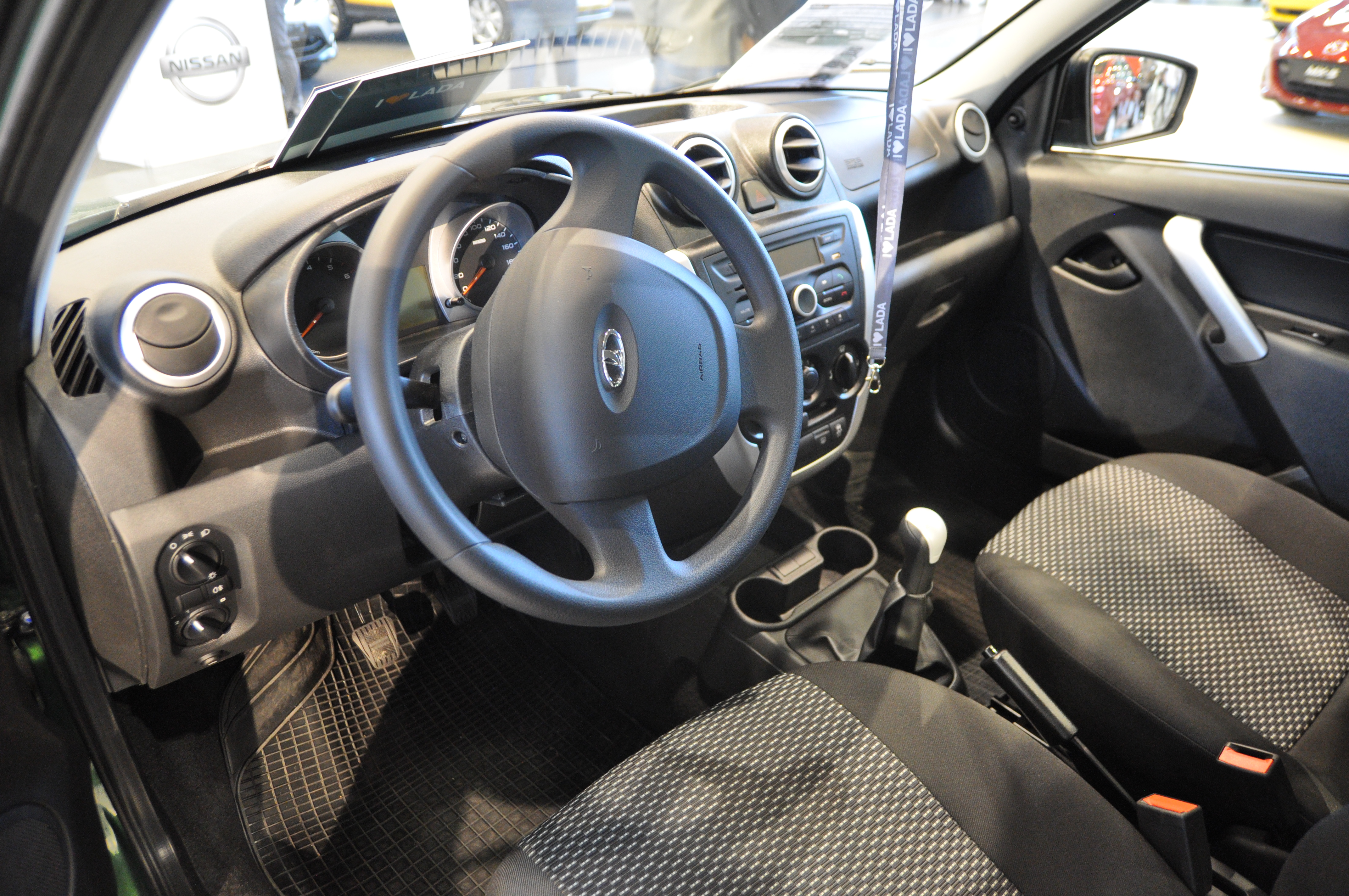
Interior del Granta Luxe (2017)

El granta fou provat per ARCAP (la versió russa de l'Euro NCAP) el 2012 guanyant dos de les quatre estreles disponibles. La unitat provada equipava un airbag al volant però cap a la banda del copilot. El criteri de traumatismes cranioencefàlics (CTC) fou de 522 pel conductor i 880 pel copilot. El Granta Luxe aconseguí tres de quatre estreles i 10'5 de 16 punts en una prova de xoc organitzada el 2015 per l'ARCAP. El CTC fou de 590 pel conductor i 428 pel copilot; mentre que la compressió de la cavitat toràcica fou mesurada en 28 i 25 mil·límetres (mm) respectivament. La unitat provada equipava dos airbags i cinturons de seguretat amb pretensor.

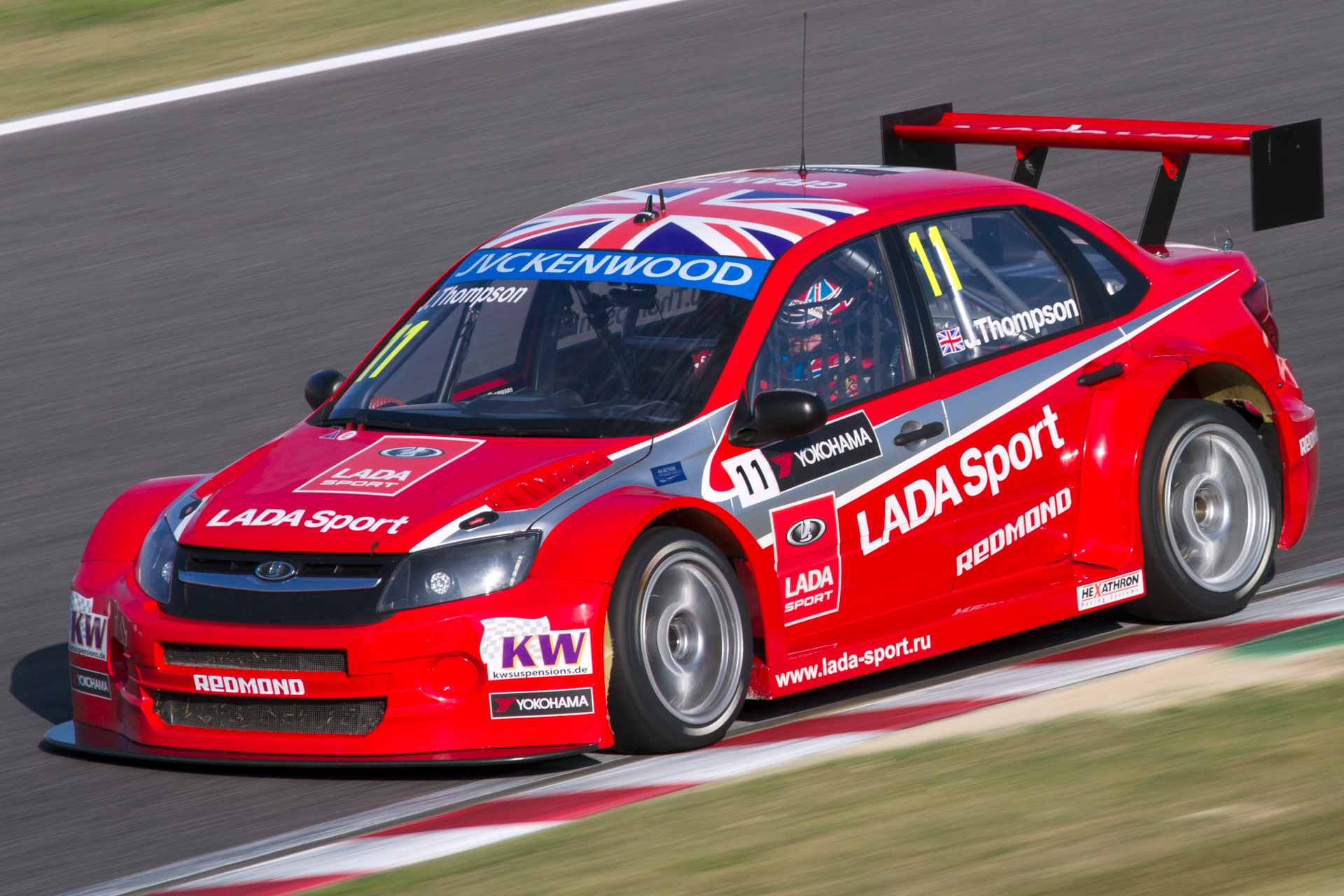
Lada Granta WTCC (2014)

El Lada Granta WTCC competí a les temporades 2012, 2013 i 2014 del Campionat Mundial de Turismes (WTCC). El pilot principal de l'equip fou l'anglés James Thompson, mentre que un segon cotxe fou pilotat per Aleksei Dudukálo i Mikhail Kozlovskii. A la temporada 2014, l'anglés Robert Huff, el campió de la temporada 2012, s'afegí a l'equip amb un tercer cotxe. Per a la temporada 2015, Lada Sport substituí el Granta pel Lada Vesta.

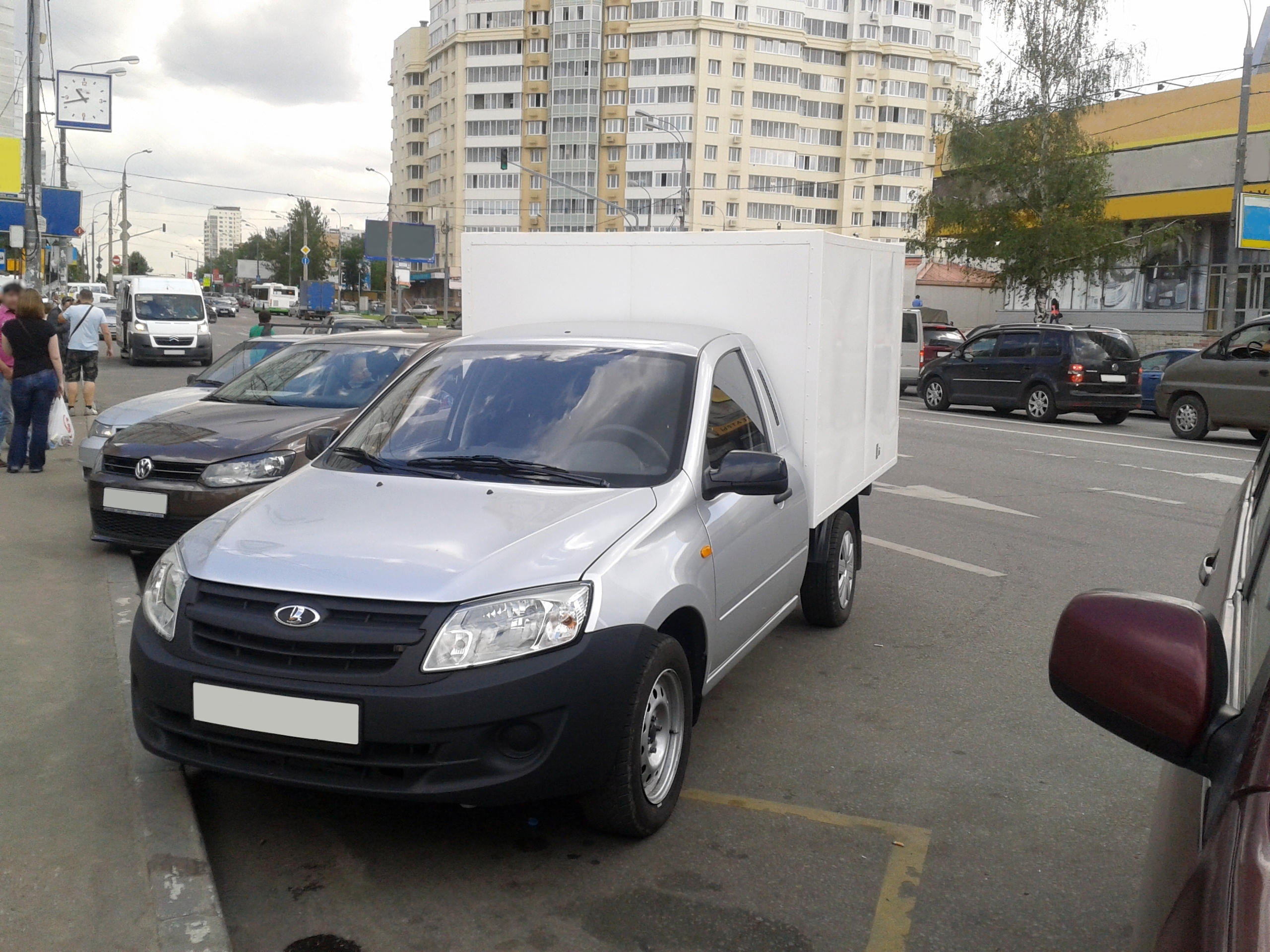
VIS-234900-40 (pre-redisseny)

Amb l'invasió russa d'Ucraïna de 2022 i les seues conseqüències polítiques derivades, Renault finalitzà la relació comercial amb AvtoVAZ i el Lada Granta. Quan es reinicià la producció del model el juny del mateix any, les noves unitats produïdes íntegrament a Rússia no equipaven airbags, ABS o controladors de pol·lució degut al bloqueig comercial internacional. Des del 23 d'agost, Lada tractà de sobreposar-se a les sancions internacionals i reprengué la producció del model equipant-ne airbags per al conductor.
El setembre de 2022, el president d'AvtoVAZ, Maxim Sokolov, afirmà que Lada intentara llançar una nova generació del Granta basada en la plataforma Renault i un nou crossover en un termini de dos o tres anys. Lada ha començat la cerca de proveidors de components i peces produïdes en "països amigables". La segona generació del Granta es construirà sobre la plataforma modular CMF-B, compartida amb els Dacia Logan, Dacia Sandero, Dacia Jogger i Dacia Duster.